# How to Touch a Girl
How to Touch a Girl è un singolo della cantante statunitense JoJo, pubblicato il 14 novembre 2006 come secondo estratto dal secondo album in studio The High Road.

## Descrizione
Il brano, scritto e prodotto da Billy Steinberg e Josh Alexander insieme alla cantante stessa, è stato il primo singolo nella carriera di JoJo in cui l'artista ha partecipato alla composizione del testo.
La canzone ha campionato la melodia del brano di Whitney Houston del 1985 Saving All My Love for You.

## Video musicale
Il video musicale, diretto da Syndrome, ha debuttato su TRL il 7 dicembre 2006, e su 106 & Park il 16 gennaio 2007.
La clip mostra spezzoni di JoJo in una stanza piena di vecchi dischi in vinile, seduta su una scala, e mentre canta su un tetto di Los Angeles al tramonto. Altre scene comprendono la cantante in un appartamento vestita in verde. La trama coinvolge anche una giovane coppia a un appuntamento. Verso la fine del video, un ragazzo, interpretato dall'attore Cody Longo, incontra JoJo nella sua stanza e i due si abbracciano.

## Tracce
US promo CD single
1. How to Touch a Girl (Radio Edit) – 4:02
2. How to Touch a Girl (Instrumental) – 4:30
3. How to Touch a Girl (Call Out Hook) – 0:42

## Successo commerciale
How to Touch a Girl non è riuscito a classificarsi nell Billboard Hot 100, diventando il secondo singolo di JoJo a non rientrare nella classifica dopo Not That Kinda Girl del 2005. Il brano, tuttavia, ha raggiunto il suo picco alla numero 4 della classifica Bubbling Under Hot 100 e alla numero 76 della Billboard Pop 100.

## Classifiche
| Classifica (2006) | Posizione massima |
| ----------------- | ----------------- |
| Stati Uniti       | 104               |